# Tsui Choi
Tsui Choi es un personaje del universo de Star Wars.
Este Jedi es un er`kit, especie de alienígenas altos, delgados y reptilianos nativa del planeta Er`kit, en el Borde Exterior. La pequeña cabeza de un er'kit estaba cubierta de piel suave y pálida.
Este maestro Jedi humanoide pequeño y azul podría ser representante de alguna subespecie de er'kit que no hayamos conocido hasta ahora (después de todo, no se sabe demasiado de los er'kit), o en su defecto pertenece a una especie alienígena desconocida. Tsui Choi, contemporáneo de Qui-Gon Jinn, era un hábil piloto y podía hacer con una nave comandante lo que normalmente está reservado a los cazas. 
Choi y su estudiante, el anx Theen Fida, fueron enviados a Yitheeth a localizar el centro de mando yinchorri y, después de descubrir que no estaba en un mundo acuático, pretendían viajar a Yinchorr para reunirse con el equipo del maestro Windu. Theen Fida murió en esa misión y, aunque el maestro Choi estaba destrozado, se obligó a sí mismo a sobreponerse para el trabajo pendiente, y logró capturar a Holmar Grahk, un devaroniano colaborador de los yinchorri que pretendía robar una nave.
- Datos: Q5558304